# De Blasio Antonio
De Blasio Antonio (Pécs, 1955. szeptember 5. –) magyar tanár, politikus, 2006 és 2009 között európai parlamenti képviselő.

## Élete
Édesapja olasz, édesanyja magyar. Általános iskolai és középiskolai tanulmányait szülővárosában végezte, a Nagy Lajos Gimnáziumban érettségizett. 1974-től 1978-ig a Pécsi Tanárképző Főiskolán diplomázott orosz–angol általános iskolai tanárként, majd a Szegedi Tudományegyetemen szerzett angol szakos középiskolai tanári oklevelet, levelző tagozaton.
Dolgozott a szigetvári cipőgyárban tolmácsként és a pécsi Egyesített Egészségügyi Intézmények orvosi könyvtárában könyvtárosként is, 1981 és 1984 között a pécsi Nagy Lajos Gimnáziumban tanított, majd 1984-től 1988-ig a TIT pécsi nyelviskolájának igazgatója és az állami nyelvvizsgabizottság tagja volt. 1988-tól az Egészségügyi Világszervezet Egészséges Városok programjának magyarországi és pécsi vezetőjeként dolgozott, 1991-ben pedig az WHO Pécsi Egészséges Városért Alapítvány vezetője lett. Az Egészséges Városok Magyarországi Szövetségének főtitkára, és Európai Szövetségének alelnöke volt. Az 1990-es évek elején posztgraduális menedzsmenttanulmányokat végzett az Egyesült Államokban, Seattle-ben és Portlandben, valamint Angliában, Liverpoolban.
A rendszerváltás idején kezdett politizálni, egyike volt a Fidesz első pécsi tagjainak. Az 1990-es önkormányzati választásokat követően a pécsi közgyűlés képviselője és a Városépítészeti és Környezetvédelmi Bizottság elnöke lett. 1994 és 1998 között a Baranya Megyei Közgyűlés tagja volt, majd 1998-ban újra pécsi önkormányzati képviselő lett, az ügyrendi és a költségvetési bizottságok tagja volt. Több országgyűlési választáson is indult a Fidesz színeiben, de nem szerzett mandátumot.
2006-ban lett az Európai Parlament képviselője, az elhunyt Pálfi István mandátumát vette át. Tagja volt a Regionális Fejlesztési Bizottságnak, a Költségvetési Ellenőrző Bizottságnak és az EU-Ukrajna Parlamenti Együttműködési Bizottságba delegált küldöttségnek, valamint részt vett a Környezetvédelmi, Közegészségügyi és Élelmiszerbiztonsági Bizottság munkájában is. 2009-ig volt európa parlamenti képviselő. 2013 és 2019 között Magyarország eszéki főkonzulátusát vezette.
Nős, felesége kozmetikus. Lánya, Roberta pszichológus, fia, Domenico profi vizilabdázó volt, jelenleg a a PVSK vízilabda-szakosztályának szakosztályvezetője.